# ليرما
ليرما (بالإيطالية: Lerma)‏ هي بلدية في مقاطعة ألساندريا في إقليم بييمونتي في إيطاليا.

## السكان
في سنة 1861 بلغ عدد السكان 1٬678 نسمة، وتطور العدد ليصل في سنة 2011 لـ 873 نسمة.
يظهر هذا المخطط البياني تطور النمو السكاني لـ ليرما